# Номенклатура научных специальностей РФ
Номенклатура научных специальностей РФ — список научных специальностей по которым присуждаются учёные степени в Российской Федерации. Утверждён Министерством науки и высшего образования РФ.

## Утверждение номенклатуры
Утверждение номенклатуры научных специальностей в РФ возложено на Министерство науки и высшего образования Российской Федерации.

## История утверждения номенклатуры в РФ

### 2009—2017 гг.
Утверждение номенклатуры научных специальностей приказом Министерства образования и науки РФ № 59 от 25 февраля 2009 года — «Об утверждении номенклатуры научных специальностей, по которым присуждаются учёные степени» (приказ зарегистрирован в Минюсте 20 марта 2009 года под № 13561). Подписан приказ министром А. А. Фурсенко (на должн. 2004—2012 гг.). Номенклатура была скорректирована приказами Минобрнауки семь раз.

### 2017—2018 гг.
Очередное утверждение номенклатуры научных специальностей было осуществлено приказом с приложением Министерства образования и науки РФ № 1027 от 23 октября 2017 года — «Об утверждении номенклатуры научных специальностей, по которым присуждаются учёные степени» (приказ зарегистрирован в Минюсте 20 ноября 2017 года под № 48962). Подписан приказ министром О. Ю. Васильевой (на должн. 2016—2018 гг.). Через пять месяцев — 23 марта 2018 года — номенклатура была скорректирована приказом того же министерства под № 209 — «О внесении изменений в номенклатуру научных специальностей, по которым присуждаются учёные степени, утверждённую приказом Министерства образования и наук Российской Федерации от 23 октября 2017 года» (приказ зарегистрирован в Минюсте 2 апреля 2018 года под № 50580).

### 2018 г. — н. в.
Последнее утверждение номенклатуры научных специальностей оформлено Министерством науки и высшего образования приказом с приложением № 118 от 24 февраля 2021 года (приказ зарегистрирован в Минюсте 6 апреля 2021 года под № 62998). Подписан приказ министром В. Н. Фальковым (на должн. 2020 г. — н. в.), который возложил на себя контроль за его исполнением. В новую утверждённую номенклатуру три раза были внесены изменения приказами Минобрнауки: 27 сентября 2021 года приказом с приложением № 886 (зарегистрирован в Минюсте 21 декабря 2021 года под № 66466), 11 мая 2022 года приказом с приложением № 445 (зарегистрирован в Минюсте 16 июня 2022 года под № 68873) и 20 декабря 2022 года приказом № 1278 (зарегистрирован в Минюсте 31 января 2023 года под № 72197). Внесение новых групп научных специальностей или отдельных научных специальностей в таблице отмечено знаком , изменение в текущих специальностях — , исключение из списка — .

## Естественные науки
Шифр области естественных наук — 1.
| Группа научных специальностей | Научная специальность | Отрасли науки, по которой присуждаются учёные степени | Отрасли науки, по которой присуждаются учёные степени |
| --- | --- | ----------------------------------------------------- | ----------------------------------------------------- |
| 1.1. Математика и механика | |                                                       |                                                       |
| | 1.1.1. Вещественный, комплексный и функциональный анализ 1.1.2. Дифференциальные уравнения и математическая физика 1.1.3. Геометрия и топология 1.1.4. Теория вероятностей и математическая статистика 1.1.5. Математическая логика, алгебра, теория чисел и дискретная математика 1.1.6. Вычислительная математика | Физ.-матем.                                           | Физ.-матем.                                           |
| 1.1.7. Теоретическая механика, динамика машин 1.1.8. Механика деформируемого твёрдого тела 1.1.9. Механика жидкости, газа и плазмы | Физ.-матем. — Техн. | Физ.-матем. — Техн.                                   |                                                       |
| 1.1.10. Биомеханика и биоинженерия | Физ.-матем. — Техн. — Биол. | Физ.-матем. — Техн. — Биол.                           |                                                       |
| 1.2. Компьютерные науки и информатика | |                                                       |                                                       |
| | 1.2.1. Искусственный интеллект и машинное обучение · 1.2.2. Математическое моделирование, численные методы и комплексы программ · 1.2.3. Теоретическая информатика, кибернетика | Физ.-матем. — Техн.                                   | Физ.-матем. — Техн.                                   |
| 1.2.4. Кибербезопасность | Физ.-матем. | Физ.-матем.                                           |                                                       |
| 1.3. Физические науки | |                                                       |                                                       |
| | 1.3.1. Физика космоса, астрономия 1.3.2. Приборы и методы экспериментальной физики | Физ.-матем. — Техн.                                   | Физ.-матем. — Техн.                                   |
| 1.3.3. Теоретическая физика | Физ.-матем. | Физ.-матем.                                           |                                                       |
| 1.3.4. Радиофизика 1.3.5. Физическая электроника 1.3.6. Оптика 1.3.7. Акустика 1.3.8. Физика конденсированного состояния 1.3.9. Физика плазмы 1.3.10. Физика низких температур 1.3.11. Физика полупроводников 1.3.12. Физика магнитных явлений 1.3.13. Электрофизика, электрофизические установки 1.3.14. Теплофизика и теоретическая теплотехника 1.3.15. Физика атомных ядер и элементарных частиц, физика высоких энергий 1.3.16. Атомная и молекулярная физика | Физ.-матем. — Техн. | Физ.-матем. — Техн.                                   |                                                       |
| 1.3.17. Химическая физика, горение и взрыв, физика экстремальных состояний вещества | Физ.-матем. — Техн. — Хим. | Физ.-матем. — Техн. — Хим.                            |                                                       |
| 1.3.18. Физика пучков заряженных частиц и ускорительная техника 1.3.19. Лазерная физика | Физ.-матем. — Техн. | Физ.-матем. — Техн.                                   |                                                       |
| 1.3.20. Кристаллография, физика кристаллов | Физ.-матем. — Хим. | Физ.-матем. — Хим.                                    |                                                       |
| 1.3.21. Медицинская физика | Физ.-матем. — Техн. | Физ.-матем. — Техн.                                   |                                                       |
| 1.4. Химические науки | |                                                       |                                                       |
| | 1.4.1. Неорганическая химия | Хим. — Физ.-матем.                                    | Хим. — Физ.-матем.                                    |
| 1.4.2. Аналитическая химия | Хим. — Физ.-матем. — Техн. | Хим. — Физ.-матем. — Техн.                            |                                                       |
| 1.4.3. Органическая химия | Хим. — Техн. | Хим. — Техн.                                          |                                                       |
| 1.4.4. Физическая химия | Хим. — Физ.-матем. — Техн. | Хим. — Физ.-матем. — Техн.                            |                                                       |
| 1.4.5. Хемоинформатика | Хим. — Техн. | Хим. — Техн.                                          |                                                       |
| 1.4.6. Электрохимия 1.4.7. Высокомолекулярные соединения | Хим. — Физ.-матем. — Техн. | Хим. — Физ.-матем. — Техн.                            |                                                       |
| 1.4.8. Химия элементоорганических соединений | Хим. — Техн. | Хим. — Техн.                                          |                                                       |
| 1.4.9. Биоорганическая химия | Хим. — Биол. — Техн. | Хим. — Биол. — Техн.                                  |                                                       |
| 1.4.10. Коллоидная химия | Хим. — Физ.-матем. | Хим. — Физ.-матем.                                    |                                                       |
| 1.4.11. Бионеорганическая химия | Хим. | Хим.                                                  |                                                       |
| 1.4.12. Нефтехимия 1.4.13. Радиохимия | Хим. — Техн. | Хим. — Техн.                                          |                                                       |
| 1.4.14. Кинетика и катализ 1.4.15. Химия твердого тела | Хим. — Техн. — Физ.-матем. | Хим. — Техн. — Физ.-матем.                            |                                                       |
| 1.4.16. Медицинская химия | Хим. — Биол. — Мед. | Хим. — Биол. — Мед.                                   |                                                       |
| 1.5. Биологические науки | |                                                       |                                                       |
| | 1.5.1. Радиобиология | Биол. — Физ.-матем. — Мед. — Вет.                     | Биол. — Физ.-матем. — Мед. — Вет.                     |
| 1.5.2. Биофизика | Биол. — Физ.-матем. — Техн. — Мед. | Биол. — Физ.-матем. — Техн. — Мед.                    |                                                       |
| 1.5.3. Молекулярная биология | Биол. — Хим. — Физ.-матем. — Мед. | Биол. — Хим. — Физ.-матем. — Мед.                     |                                                       |
| 1.5.4. Биохимия 1.5.5. Физиология человека и животных | Биол. — Хим. — Мед. — Сельхоз. — Вет. | Биол. — Хим. — Мед. — Сельхоз. — Вет.                 |                                                       |
| 1.5.6. Биотехнология | Биол. — Хим. — Техн. — Вет. — Сельхоз. — Фарм. — Мед. | Биол. — Хим. — Техн. — Вет. — Сельхоз. — Фарм. — Мед. |                                                       |
| 1.5.7. Генетика | Биол. — Хим. — Вет. — Сельхоз. — Мед. — Психол. | Биол. — Хим. — Вет. — Сельхоз. — Мед. — Психол.       |                                                       |
| 1.5.8. Математическая биология, биоинформатика | Физ.-матем. — Биол. — Мед. | Физ.-матем. — Биол. — Мед.                            |                                                       |
| 1.5.9. Ботаника | Биол. — Геогр. — Сельхоз. — Фарм. | Биол. — Геогр. — Сельхоз. — Фарм.                     |                                                       |
| 1.5.10. Вирусология 1.5.11. Микробиология | Биол. — Мед. — Вет. — Сельхоз. | Биол. — Мед. — Вет. — Сельхоз.                        |                                                       |
| 1.5.12. Зоология 1.5.13. Ихтиология 1.5.14. Энтомология | Биол. | Биол.                                                 |                                                       |
| 1.5.15. Экология | Биол. — Хим. — Мед. — Техн. — Вет. — Сельхоз. | Биол. — Хим. — Мед. — Техн. — Вет. — Сельхоз.         |                                                       |
| 1.5.16. Гидробиология | Биол. | Биол.                                                 |                                                       |
| 1.5.17. Паразитология | Биол. — Вет. — Мед. | Биол. — Вет. — Мед.                                   |                                                       |
| 1.5.18. Микология | Биол. — Мед. — Сельхоз. — Вет. | Биол. — Мед. — Сельхоз. — Вет.                        |                                                       |
| 1.5.19. Почвоведение | Биол. — Хим. — Сельхоз. | Биол. — Хим. — Сельхоз.                               |                                                       |
| 1.5.20. Биологические ресурсы | Биол. — Мед. — Сельхоз. | Биол. — Мед. — Сельхоз.                               |                                                       |
| 1.5.21. Физиология и биохимия растений | Биол. — Мед. | Биол. — Мед.                                          |                                                       |
| 1.5.22. Клеточная биология | Биол. — Мед. — Сельхоз. | Биол. — Мед. — Сельхоз.                               |                                                       |
| 1.5.23. Биология развития, эмбриология | Биол. — Мед. — Вет. | Биол. — Мед. — Вет.                                   |                                                       |
| 1.5.24. Нейробиология | Биол. — Мед. | Биол. — Мед.                                          |                                                       |
| 1.6. Науки о Земле и окружающей среде | |                                                       |                                                       |
| | 1.6.1. Общая и региональная геология. Геотектоника и геодинамика | Геол.-минер.                                          | Геол.-минер.                                          |
| 1.6.2. Палеонтология и стратиграфия | Геол.-минер. — Биол. | Геол.-минер. — Биол.                                  |                                                       |
| 1.6.3. Петрология и вулканология | Геол.-минер. | Геол.-минер.                                          |                                                       |
| 1.6.4. Минералогия, кристаллография. Геохимия, геохимические методы поисков полезных ископаемых | Геол.-минер. — Физ.-матем. — Хим. — Техн. | Геол.-минер. — Физ.-матем. — Хим. — Техн.             |                                                       |
| 1.6.5. Литология | Геол.-минер. | Геол.-минер.                                          |                                                       |
| 1.6.6. Гидрогеология | Геол.-минер. — Техн. | Геол.-минер. — Техн.                                  |                                                       |
| 1.6.7. Инженерная геология, мерзлотоведение и грунтоведение | Геол.-минер. — Геогр. — Техн. | Геол.-минер. — Геогр. — Техн.                         |                                                       |
| 1.6.8. Гляциология и криология Земли | Геогр. — Геол.-минер. | Геогр. — Геол.-минер.                                 |                                                       |
| 1.6.9. Геофизика | Геол.-минер. — Физ.-матем. | Геол.-минер. — Физ.-матем.                            |                                                       |
| 1.6.10. Геология, поиски и разведка твердых полезных ископаемых, минерагения 1.6.11. Геология, поиски, разведка и эксплуатация нефтяных и газовых месторождений | Геол.-минер. — Техн. | Геол.-минер. — Техн.                                  |                                                       |
| 1.6.12. Физическая география и биогеография, география почв и геохимия ландшафтов | Геогр. — Геол.-минер. | Геогр. — Геол.-минер.                                 |                                                       |
| 1.6.13. Экономическая, социальная, политическая и рекреационная география | Геогр. | Геогр.                                                |                                                       |
| 1.6.14. Геоморфология и палеогеография | Геогр. — Геол.-минер. | Геогр. — Геол.-минер.                                 |                                                       |
| 1.6.15. Землеустройство, кадастр и мониторинг земель | Геогр. — Техн. — Сельхоз. — Эконом. | Геогр. — Техн. — Сельхоз. — Эконом.                   |                                                       |
| 1.6.16. Гидрология суши, водные ресурсы и гидрохимия | Геогр. — Физ.-матем. — Техн. — Хим. | Геогр. — Физ.-матем. — Техн. — Хим.                   |                                                       |
| 1.6.17. Океанология | Геогр. — Геол.-минер. — Физ.-матем. — Техн. — Биол. | Геогр. — Геол.-минер. — Физ.-матем. — Техн. — Биол.   |                                                       |
| 1.6.18. Науки об атмосфере и климате | Геогр. — Физ.-матем. — Техн. — Сельхоз. | Геогр. — Физ.-матем. — Техн. — Сельхоз.               |                                                       |
| 1.6.19. Аэрокосмические исследования Земли, фотограмметрия | Геол.-минер. — Геогр. — Техн. — Физ.-матем. | Геол.-минер. — Геогр. — Техн. — Физ.-матем.           |                                                       |
| 1.6.20. Геоинформатика, картография | Геогр. — Геол.-минер. — Техн. — Физ.-матем. | Геогр. — Геол.-минер. — Техн. — Физ.-матем.           |                                                       |
| 1.6.21. Геоэкология | Геол.-минер. — Геогр. — Техн. | Геол.-минер. — Геогр. — Техн.                         |                                                       |
| 1.6.22. Геодезия | Техн. — Физ.-матем. — Геогр. | Техн. — Физ.-матем. — Геогр.                          |                                                       |

## Технические науки
Шифр области технических наук — 2.
| Группа научных специальностей | Научная специальность | Отрасли науки, по которой присуждаются учёные степени | Отрасли науки, по которой присуждаются учёные степени |
| --- | --- | ----------------------------------------------------- | ----------------------------------------------------- |
| 2.1. Строительство и архитектура | |                                                       |                                                       |
| | 2.1.1. Строительные конструкции, здания и сооружения · 2.1.2. Основания и фундаменты, подземные сооружения · 2.1.3. Теплоснабжение, вентиляция, кондиционирование воздуха, газоснабжение и освещение · 2.1.4. Водоснабжение, канализация, строительные системы охраны водных ресурсов · 2.1.5. Строительные материалы и изделия · 2.1.6. Гидротехническое строительство, гидравлика и инженерная гидрология · 2.1.7. Технология и организация строительства · 2.1.8. Проектирование и строительство дорог, метрополитенов, аэродромов, мостов и транспортных тоннелей · 2.1.9. Строительная механика · 2.1.10. Экологическая безопасность строительства и городского хозяйства | Техн.                                                 | Техн.                                                 |
| 2.1.11. Теория и история архитектуры, реставрация и реконструкция историко-архитектурного наследия | Архит. — Техн. — Иск. | Архит. — Техн. — Иск.                                 |                                                       |
| 2.1.12. Архитектура зданий и сооружений. Творческие концепции архитектурной деятельности 2.1.13. Градостроительство, планировка сельских населенных пунктов | Архит. — Техн. | Архит. — Техн.                                        |                                                       |
| 2.1.14. Управление жизненным циклом объектов строительства | Техн. — Физ.-матем. | Техн. — Физ.-матем.                                   |                                                       |
| 2.1.15. Безопасность объектов строительства · 2.1.16. Охрана труда в строительстве | Техн. | Техн.                                                 |                                                       |
| 2.2. Электроника, фотоника, приборостроение и связь | |                                                       |                                                       |
| | 2.2.1. Вакуумная и плазменная электроника | Техн.                                                 | Техн.                                                 |
| 2.2.2. Электронная компонентная база микро- и наноэлектроники, квантовых устройств | Физ.-матем. — Техн. | Физ.-матем. — Техн.                                   |                                                       |
| 2.2.3. Технология и оборудование для производства материалов и приборов электронной техники | Техн. | Техн.                                                 |                                                       |
| 2.2.4. Приборы и методы измерения (по видам измерений) | Техн. — Физ.-матем. | Техн. — Физ.-матем.                                   |                                                       |
| 2.2.5. Приборы навигации | Техн. | Техн.                                                 |                                                       |
| 2.2.6. Оптические и оптико-электронные приборы и комплексы 2.2.7. Фотоника | Техн. — Физ.-матем. | Техн. — Физ.-матем.                                   |                                                       |
| 2.2.8. Методы и приборы контроля и диагностики материалов, изделий, веществ и природной среды 2.2.9. Проектирование и технология приборостроения и радиоэлектронной аппаратуры 2.2.10. Метрология и метрологическое обеспечение | Техн. | Техн.                                                 |                                                       |
| 2.2.11. Информационно-измерительные и управляющие системы 2.2.12. Приборы, системы и изделия медицинского назначения 2.2.13. Радиотехника, в том числе системы и устройства телевидения 2.2.14. Антенны, СВЧ-устройства и их технологии 2.2.15. Системы, сети и устройства телекоммуникаций 2.2.16. Радиолокация и радионавигация                                                                                                   | Техн. — Физ.-матем. | Техн. — Физ.-матем.                                   |                                                       |
| 2.3. Информационные технологии и телекоммуникации | |                                                       |                                                       |
| | 2.3.1. Системный анализ, управление и обработка информации, статистика | Техн. — Физ.-матем.                                   | Техн. — Физ.-матем.                                   |
| 2.3.2. Вычислительные системы и их элементы 2.3.3. Автоматизация и управление технологическими процессами и производствами 2.3.4. Управление в организационных системах | Техн. | Техн.                                                 |                                                       |
| 2.3.5. Математическое и программное обеспечение вычислительных систем, комплексов и компьютерных сетей 2.3.6. Методы и системы защиты информации, информационная безопасность 2.3.7. Компьютерное моделирование и автоматизация проектирования | Техн. — Физ.-матем. | Техн. — Физ.-матем.                                   |                                                       |
| 2.3.8. Информатика и информационные процессы | Техн. | Техн.                                                 |                                                       |
| 2.4. Энергетика и электротехника | |                                                       |                                                       |
| | 2.4.1. Теоретическая и прикладная электротехника · 2.4.2. Электротехнические комплексы и системы · 2.4.3. Электроэнергетика · 2.4.4. Электротехнология и электрофизика · 2.4.5. Энергетические системы и комплексы · 2.4.6. Теоретическая и прикладная теплотехника · 2.4.7. Турбомашины и поршневые двигатели · 2.4.8. Машины и аппараты, процессы холодильной и криогенной техники · 2.4.9. Ядерные энергетические установки, топливный цикл, радиационная безопасность · 2.4.10. Техносферная безопасность (в энергетике) · 2.4.11. Светотехника | Техн.                                                 | Техн.                                                 |
| 2.5. Машиностроение | |                                                       |                                                       |
| | 2.5.1. Инженерная геометрия и компьютерная графика. Цифровая поддержка жизненного цикла изделий · 2.5.2. Машиноведение · 2.5.3. Трение и износ в машинах · 2.5.4. Роботы, мехатроника и робототехнические системы · 2.5.5. Технология и оборудование механической и физико-технической обработки · 2.5.6. Технология машиностроения · 2.5.7. Технологии и машины обработки давлением · 2.5.8. Сварка, родственные процессы и технологии · 2.5.9. Методы и приборы контроля и диагностики материалов, изделий, веществ и природной среды · 2.5.10. Гидравлические машины, вакуумная, компрессорная техника, гидро- и пневмосистемы (в энергетике) · 2.5.11. Наземные транспортно-технологические средства и комплексы · 2.5.12. Аэродинамика и процессы теплообмена летательных аппаратов · 2.5.13. Проектирование, конструкция, производство, испытания и эксплуатация летательных аппаратов · 2.5.14. Прочность и тепловые режимы летательных аппаратов · 2.5.15. Тепловые, электроракетные двигатели и энергоустановки летательных аппаратов · 2.5.16. Динамика, баллистика, управление движением летательных аппаратов · 2.5.17. Теория корабля и строительная механика · 2.5.18. Проектирование и конструкция судов · 2.5.19. Технология судостроения, судоремонта и организация судостроительного производства · 2.5.20. Судовые энергетические установки и их элементы (главные и вспомогательные) · 2.5.21. Машины, агрегаты и технологические процессы · 2.5.22. Управление качеством продукции. Стандартизация. Организация производства | Техн.                                                 | Техн.                                                 |
| 2.6. Химические технологии, науки о материалах и металлургия | |                                                       |                                                       |
| | 2.6.1. Металловедение и термическая обработка металлов и сплавов 2.6.2. Металлургия чёрных, цветных и редких металлов 2.6.3. Литейное производство 2.6.4. Обработка металлов давлением 2.6.5. Порошковая металлургия и композиционные материалы | Техн.                                                 | Техн.                                                 |
| 2.6.6. Нанотехнологии и наноматериалы | Техн. — Физ.-матем. — Хим. | Техн. — Физ.-матем. — Хим.                            |                                                       |
| 2.6.7. Технология неорганических веществ 2.6.8. Технология редких, рассеянных и радиоактивных элементов 2.6.9. Технология электрохимических процессов и защита от коррозии 2.6.10. Технология органических веществ 2.6.11. Технология и переработка синтетических и природных полимеров и композитов 2.6.12. Химическая технология топлива и высокоэнергетических веществ                                                           | Техн. — Хим. | Техн. — Хим.                                          |                                                       |
| 2.6.13. Процессы и аппараты химических технологий | Техн. — Хим. — Физ.-матем. | Техн. — Хим. — Физ.-матем.                            |                                                       |
| 2.6.14. Технология силикатных и тугоплавких неметаллических материалов | Техн. — Хим. | Техн. — Хим.                                          |                                                       |
| 2.6.15. Мембраны и мембранная технология | Техн. — Хим. — Физ.-матем. | Техн. — Хим. — Физ.-матем.                            |                                                       |
| 2.6.16. Технология производства изделий текстильной и легкой промышленности | Техн. — Хим. | Техн. — Хим.                                          |                                                       |
| 2.6.17. Материаловедение | Техн. — Хим. — Физ.-матем. | Техн. — Хим. — Физ.-матем.                            |                                                       |
| 2.6.18. Охрана труда, пожарная и промышленная безопасность | Техн. — Хим. | Техн. — Хим.                                          |                                                       |
| 2.7. Биотехнологии | |                                                       |                                                       |
| | 2.7.1. Биотехнологии пищевых продуктов, лекарственных веществ и биологически активных веществ | Техн. — Сельхоз. — Биол.                              | Техн. — Сельхоз. — Биол.                              |
| 2.8. Недропользование и горные науки | |                                                       |                                                       |
| | 2.8.1. Технология и техника геологоразведочных работ 2.8.2. Технология бурения и освоения скважин | Техн.                                                 | Техн.                                                 |
| 2.8.3. Горнопромышленная и нефтегазопромысловая геология, геофизика, маркшейдерское дело и геометрия недр 2.8.4. Разработка и эксплуатация нефтяных и газовых месторождений | Техн. — Геол.-минер. | Техн. — Геол.-минер.                                  |                                                       |
| 2.8.5. Строительство и эксплуатация нефтегазопроводов, баз и хранилищ · 2.8.6. Геомеханика, разрушение горных пород, рудничная аэрогазодинамика и горная теплофизика · 2.8.7. Теоретические основы проектирования горнотехнических систем · 2.8.8. Геотехнология, горные машины · 2.8.9. Обогащение полезных ископаемых · 2.8.10. Охрана труда, промышленная безопасность, безопасность в чрезвычайных ситуациях (недропользование) | Техн. | Техн.                                                 |                                                       |
| 2.9. Транспортные системы | |                                                       |                                                       |
| | 2.9.1. Транспортные и транспортно-технологические системы страны, её регионов и городов, организация производства на транспорте · 2.9.2. Железнодорожный путь, изыскание и проектирование железных дорог · 2.9.3. Подвижной состав железных дорог, тяга поездов и электрификация · 2.9.4. Управление процессами перевозок · 2.9.5. Эксплуатация автомобильного транспорта · 2.9.6. Аэронавигация и эксплуатация авиационной техники · 2.9.7. Эксплуатация водного транспорта, водные пути сообщения и гидрография · 2.9.8. Интеллектуальные транспортные системы · 2.9.9. Логистические транспортные системы · 2.9.10. Техносферная безопасность транспортных систем | Техн.                                                 | Техн.                                                 |
| 2.10. Техносферная безопасность | |                                                       |                                                       |
| | 2.10.1. Пожарная безопасность · 2.10.2. Экологическая безопасность · 2.10.3. Безопасность труда | Техн. — Хим.                                          | Техн. — Хим.                                          |

## Медицинские науки
Шифр области медицинских наук — 3.
| Группа научных специальностей | Научная специальность | Отрасли науки, по которой присуждаются учёные степени | Отрасли науки, по которой присуждаются учёные степени |
| --- | --- | ----------------------------------------------------- | ----------------------------------------------------- |
| 3.1. Клиническая медицина | |                                                       |                                                       |
| | 3.1.1. Рентгенэндоваскулярная хирургия 3.1.2. Челюстно-лицевая хирургия 3.1.3. Оториноларингология 3.1.4. Акушерство и гинекология 3.1.5. Офтальмология | Мед.                                                  | Мед.                                                  |
| 3.1.6. Онкология, лучевая терапия | Мед. — Биол. | Мед. — Биол.                                          |                                                       |
| 3.1.7. Стоматология 3.1.8. Травматология и ортопедия 3.1.9. Хирургия 3.1.10. Нейрохирургия 3.1.11. Детская хирургия 3.1.12. Анестезиология и реаниматология 3.1.13. Урология и андрология | Мед. | Мед.                                                  |                                                       |
| 3.1.14. Трансплантология и искусственные органы | Мед. — Биол. | Мед. — Биол.                                          |                                                       |
| 3.1.15. Сердечно-сосудистая хирургия 3.1.16. Пластическая хирургия | Мед. | Мед.                                                  |                                                       |
| 3.1.17. Психиатрия и наркология | Мед. — Биол. | Мед. — Биол.                                          |                                                       |
| 3.1.18. Внутренние болезни | Мед. | Мед.                                                  |                                                       |
| 3.1.19. Эндокринология 3.1.20. Кардиология | Мед. — Биол. | Мед. — Биол.                                          |                                                       |
| 3.1.21. Педиатрия | Мед. | Мед.                                                  |                                                       |
| 3.1.22. Инфекционные болезни | Мед. — Биол. — Сельхоз. — Вет. | Мед. — Биол. — Сельхоз. — Вет.                        |                                                       |
| 3.1.23. Дерматовенерология 3.1.24. Неврология 3.1.25. Лучевая диагностика 3.1.26. Фтизиатрия 3.1.27. Ревматология                                                                         | Мед. | Мед.                                                  |                                                       |
| 3.1.28. Гематология и переливание крови | Мед. — Биол. | Мед. — Биол.                                          |                                                       |
| 3.1.29. Пульмонология 3.1.30. Гастроэнтерология и диетология | Мед. | Мед.                                                  |                                                       |
| 3.1.31. Геронтология и гериатрия | Мед. — Биол. | Мед. — Биол.                                          |                                                       |
| 3.1.32. Нефрология | Мед. | Мед.                                                  |                                                       |
| 3.1.33. Восстановительная медицина, спортивная медицина, лечебная физкультура, курортология и физиотерапия                                                                                | Мед. — Биол. | Мед. — Биол.                                          |                                                       |
| 3.2. Профилактическая медицина | |                                                       |                                                       |
| | 3.2.1. Гигиена 3.2.2. Эпидемиология | Мед. — Биол.                                          | Мед. — Биол.                                          |
| 3.2.3. Общественное здоровье, организация и социология здравоохранения | Мед. | Мед.                                                  |                                                       |
| 3.2.4. Медицина труда | Мед. — Биол. | Мед. — Биол.                                          |                                                       |
| 3.2.5. Медицинская психология | Мед. | Мед.                                                  |                                                       |
| 3.2.6. Безопасность в чрезвычайных ситуациях | Мед. — Техн. — Хим. — Биол. | Мед. — Техн. — Хим. — Биол.                           |                                                       |
| 3.2.7. Иммунология | Мед. — Биол. — Вет. | Мед. — Биол. — Вет.                                   |                                                       |
| 3.3. Медико-биологические науки | |                                                       |                                                       |
| | 3.3.1. Анатомия и антропология · 3.3.2. Патологическая анатомия · 3.3.3. Патологическая физиология                                                      | Мед. — Биол.                                          | Мед. — Биол.                                          |
| 3.3.4. Токсикология | Мед. — Фарм. — Биол. | Мед. — Фарм. — Биол.                                  |                                                       |
| 3.3.5. Судебная медицина | Мед. | Мед.                                                  |                                                       |
| 3.3.6. Фармакология, клиническая фармакология | Мед. — Биол. — Фарм. | Мед. — Биол. — Фарм.                                  |                                                       |
| 3.3.7. Авиационная, космическая и морская медицина 3.3.8. Клиническая лабораторная диагностика 3.3.9. Медицинская информатика                                                             | Мед. — Биол. | Мед. — Биол.                                          |                                                       |
| 3.4. Фармацевтические науки | |                                                       |                                                       |
| | 3.4.1. Промышленная фармация и технология получения лекарств                                                                                            | Фарм.                                                 | Фарм.                                                 |
| 3.4.2. Фармацевтическая химия, фармакогнозия | Фарм. — Биол. — Хим. | Фарм. — Биол. — Хим.                                  |                                                       |
| 3.4.3. Организация фармацевтического дела | Фарм. |                                                       |                                                       |

## Сельскохозяйственные науки
Шифр области сельскохозяйственных наук — 4.
| Группа научных специальностей | Научная специальность | Отрасли науки, по которой присуждаются учёные степени | Отрасли науки, по которой присуждаются учёные степени |
| --- | --- | ----------------------------------------------------- | ----------------------------------------------------- |
| 4.1. Агрономия, лесное и водное хозяйство | |                                                       |                                                       |
| | 4.1.1. Общее земледелие и растениеводство 4.1.2. Селекция, семеноводство и биотехнология растений | Сельхоз. — Биол.                                      | Сельхоз. — Биол.                                      |
| 4.1.3. Агрохимия, агропочвоведение, защита и карантин растений | Сельхоз. — Биол. — Хим. | Сельхоз. — Биол. — Хим.                               |                                                       |
| 4.1.4. Садоводство, овощеводство, виноградарство и лекарственные культуры 4.1.5. Мелиорация, водное хозяйство и агрофизика 4.1.6. Лесоведение, лесоводство, лесные культуры, агролесомелиорация, озеленение, лесная пирология и таксация | Сельхоз. — Биол. — Техн. | Сельхоз. — Биол. — Техн.                              |                                                       |
| 4.2. Зоотехния и ветеринария | |                                                       |                                                       |
| | 4.2.1. Патология животных, морфология, физиология, фармакология и токсикология 4.2.2. Санитария, гигиена, экология, ветеринарно-санитарная экспертиза и биобезопасность 4.2.3. Инфекционные болезни и иммунология животных | Вет. — Биол.                                          | Вет. — Биол.                                          |
| 4.2.4. Частная зоотехния, кормление, технологии приготовления кормов и производства продукции животноводства | Сельхоз. — Биол. — Техн. | Сельхоз. — Биол. — Техн.                              |                                                       |
| 4.2.5. Разведение, селекция, генетика и биотехнология животных | Сельхоз. — Биол. | Сельхоз. — Биол.                                      |                                                       |
| 4.2.6. Рыбное хозяйство, аквакультура и промышленное рыболовство | Сельхоз. — Биол. — Техн. | Сельхоз. — Биол. — Техн.                              |                                                       |
| 4.3. Агроинженерия и пищевые технологии | |                                                       |                                                       |
| | 4.3.1. Технологии, машины и оборудование для агропромышленного комплекса | Техн. — Сельхоз.                                      | Техн. — Сельхоз.                                      |
| 4.3.2. Электротехнологии, электрооборудование и энергоснабжение агропромышленного комплекса | Техн. | Техн.                                                 |                                                       |
| 4.3.3. Пищевые системы | Техн. — Биол. | Техн. — Биол.                                         |                                                       |
| 4.3.4. Технологии, машины и оборудование для лесного хозяйства и переработки древесины 4.3.5. Биотехнология продуктов питания и Биотехнология биологически активных веществ                                                              | Техн. — Биол. — Хим. | Техн. — Биол. — Хим.                                  |                                                       |

## Социальные и гуманитарные науки
Шифр области социальных и гуманитарных наук — 5.
| Группа научных специальностей | Научная специальность | Отрасли науки, по которой присуждаются учёные степени                                                          | Отрасли науки, по которой присуждаются учёные степени |
| --- | --- | --- | ----------------------------------------------------- |
| 5.1. Право | | |                                                       |
| | 5.1.1. Теоретико-исторические правовые науки 5.1.2. Публично-правовые (государственно-правовые) науки 5.1.3. Частно-правовые (цивилистические) науки 5.1.4. Уголовно-правовые науки 5.1.5. Международно-правовые науки | Юр. | Юр.                                                   |
| 5.2. Экономика | | |                                                       |
| | 5.2.1. Экономическая теория | Эконом. | Эконом.                                               |
| 5.2.2. Математические, статистические и инструментальные методы в экономике | Эконом. — Физ.-матем. | Эконом. — Физ.-матем.                                                                                          |                                                       |
| 5.2.3. Региональная и отраслевая экономика 5.2.4. Финансы 5.2.5. Мировая экономика 5.2.6. Менеджмент                                                                                   | Эконом. | Эконом. |                                                       |
| 5.2.7. Государственное и муниципальное управление | Эконом. — Социол. — Истор. | Эконом. — Социол. — Истор.                                                                                     |                                                       |
| 5.3. Психология | | |                                                       |
| | 5.3.1. Общая психология, психология личности, история психологии | Психол. | Психол.                                               |
| 5.3.2. Психофизиология | Психол. — Биол. | Психол. — Биол.                                                                                                |                                                       |
| 5.3.3. Психология труда, инженерная психология, когнитивная эргономика | Психол. — Техн. | Психол. — Техн.                                                                                                |                                                       |
| 5.3.4. Педагогическая психология, психодиагностика цифровых образовательных сред 5.3.5. Социальная психология, политическая и экономическая психология                                 | Психол. | Психол. |                                                       |
| 5.3.6. Медицинская психология | Психол. — Мед. | Психол. — Мед.                                                                                                 |                                                       |
| 5.3.7. Возрастная психология 5.3.8. Коррекционная психология и дефектология 5.3.9. Юридическая психология и психология безопасности                                                    | Психол. | Психол. |                                                       |
| 5.4. Социология | | |                                                       |
| | 5.4.1. Теория, методология и история социологии | Социол. | Социол.                                               |
| 5.4.2. Экономическая социология 5.4.3. Демография | Социол. — Эконом. | Социол. — Эконом.                                                                                              |                                                       |
| 5.4.4. Социальная структура, социальные институты и процессы | Социол. | Социол. |                                                       |
| 5.4.5. Политическая социология | Социол. — Полит. | Социол. — Полит.                                                                                               |                                                       |
| 5.4.6. Социология культуры 5.4.7. Социология управления | Социол. | Социол. |                                                       |
| 5.5. Политические науки | | |                                                       |
| | 5.5.1. История и теория политики | Полит. — Истор.                                                                                                | Полит. — Истор.                                       |
| 5.5.2. Политические институты, процессы, технологии · 5.5.3. Государственное управление и отраслевые политики · 5.5.4. Международные отношения, глобальные и региональные исследования | Полит. | Полит. |                                                       |
| 5.6. Исторические науки | | |                                                       |
| | 5.6.1. Отечественная история · 5.6.2. Всеобщая история · 5.6.3. Археология · 5.6.4. Этнология, антропология и этнография · 5.6.5. Историография, источниковедение, методы исторического исследования | Истор. | Истор.                                                |
| 5.6.6. История науки и техники | Истор. — Филос. — Физ.-матем. — Хим. — Биол. — Геол.-минер. — Техн. — Сельхоз. — Геогр. — Мед. — Вет. — Архит. | Истор. — Филос. — Физ.-матем. — Хим. — Биол. — Геол.-минер. — Техн. — Сельхоз. — Геогр. — Мед. — Вет. — Архит. |                                                       |
| 5.6.7. История международных отношений и внешней политики | Истор. | Истор. |                                                       |
| 5.6.8. Документалистика, документоведение, архивоведение | Истор. — Культ. — Иск. — Техн. | Истор. — Культ. — Иск. — Техн.                                                                                 |                                                       |
| 5.7. Философия | | |                                                       |
| | 5.7.1. Онтология и теория познания 5.7.2. История философии 5.7.3. Эстетика 5.7.4. Этика 5.7.5. Логика 5.7.6. Философия науки и техники 5.7.7. Социальная и политическая философия | Филос. | Филос.                                                |
| 5.7.8. Философская антропология, философия культуры 5.7.9. Философия религии и религиоведение                                                                                          | Филос. — Истор. | Филос. — Истор.                                                                                                |                                                       |
| 5.8. Педагогика | | |                                                       |
| | 5.8.1. Общая педагогика, история педагогики и образования · 5.8.2. Теория и методика обучения и воспитания (по областям и уровням образования) · 5.8.3. Коррекционная педагогика · 5.8.4. Физическая культура и профессиональная физическая подготовка · 5.8.5. Теория и методика спорта · 5.8.6. Оздоровительная и адаптивная физическая культура · 5.8.7. Методология и технология профессионального образования           | Пед. | Пед.                                                  |
| 5.9. Филология | | |                                                       |
| | 5.9.1. Русская литература и литературы народов Российской Федерации 5.9.2. Литературы народов мира 5.9.3. Теория литературы 5.9.4. Фольклористика 5.9.5. Русский язык. Языки народов России 5.9.6. Языки народов зарубежных стран (с указанием конкретного языка или группы языков) 5.9.7. Классическая, византийская и новогреческая филология 5.9.8. Теоретическая, прикладная и сравнительно-сопоставительная лингвистика | Филол. | Филол.                                                |
| 5.9.9. Медиакоммуникации и журналистика | Филол. — Филос. — Социол. — Полит. | Филол. — Филос. — Социол. — Полит.                                                                             |                                                       |
| 5.10. Искусствоведение и культурология | | |                                                       |
| | 5.10.1. Теория и история культуры, искусства | Филос. — Культ. — Иск. — Истор.                                                                                | Филос. — Культ. — Иск. — Истор.                       |
| 5.10.2. Музееведение, консервация и реставрация историко-культурных объектов | Иск. — Истор. — Техн. — Культ. | Иск. — Истор. — Техн. — Культ.                                                                                 |                                                       |
| 5.10.3. Виды искусства (с указанием конкретного искусства) | Иск. | Иск. |                                                       |
| 5.10.4. Библиотековедение, библиотековедение и книговедение | Пед. — Истор. — Филол. — Культ. | Пед. — Истор. — Филол. — Культ.                                                                                |                                                       |
| 5.11. Теология | | |                                                       |
| | 5.11.1. Теоретическая теология (по исследовательскому направлению: православие, ислам, иудаизм, протестантизм) · 5.11.2. Историческая теология (по исследовательскому направлению: православие, ислам, иудаизм, протестантизм) · 5.11.3. Практическая теология (по исследовательскому направлению: православие, ислам, иудаизм, протестантизм)                                                                               | Теолог. | Теолог.                                               |
| 5.12. Когнитивные науки | | |                                                       |
| | 5.12.1. Междисциплинарные исследования когнитивных процессов | Филос. — Психол.                                                                                               | Филос. — Психол.                                      |
| 5.12.2. Междисциплинарные исследования мозга | Психол. — Биол. — Мед. | Психол. — Биол. — Мед.                                                                                         |                                                       |
| 5.12.3. Междисциплинарные исследования языка | Филос. — Филол. — Психол. | Филос. — Филол. — Психол.                                                                                      |                                                       |
| 5.12.4. Когнитивное моделирование | Филос. — Физ.-матем. — Техн. | Филос. — Физ.-матем. — Техн.                                                                                   |                                                       |